# Pearsonothuria graeffei
Pearsonothuria graeffei е вид морска краставица от семейство Holothuriidae. Видът не е застрашен от изчезване.

## Разпространение и местообитание
Разпространен е в Австралия, Американска Самоа, Бангладеш, Бруней, Вануату, Виетнам, Гуам, Джибути, Египет, Еритрея, Йемен, Израел, Индия, Индонезия, Йордания, Иран, Камбоджа, Кения, Кирибати, Коморски острови, Мавриций, Мадагаскар, Майот, Малайзия, Малдиви, Маршалови острови, Мианмар, Микронезия, Науру, Ниуе, Нова Каледония, Оман, Острови Кук, Пакистан, Палау, Папуа Нова Гвинея, Реюнион, Самоа, Саудитска Арабия, Северни Мариански острови, Сейшели, Сингапур, Соломонови острови, Сомалия, Судан, Тайланд, Танзания, Токелау, Тонга, Тувалу, Уолис и Футуна, Фиджи, Филипини, Френска Полинезия и Шри Ланка.
Обитава крайбрежията и пясъчните дъна на океани, морета, заливи и рифове в райони с тропически климат. Среща се на дълбочина от 1 до 14 m, при температура на водата от 27,6 до 28,8 °C и соленост 34,1 – 35 ‰.